# Bengt Åberg (domprost)
Bengt Olof Johannes Åberg, född 30 november 1921 i Hedvig Eleonora församling, Stockholm, död 16 december 2001 i Lunds domkyrkoförsamling, var en svensk präst. 
Han blev teologie doktor 1968 på en avhandling om Waldemar Rudin  och var mot slutet av sitt yrkesverksamma liv domprost i Lund. Bengt Åberg är begravd på Norra kyrkogården i Lund.